# Bohumila Sílová
Bohumila Sílová (20. srpna 1908 Královské Vinohrady – 3. listopadu 1957 Praha) byla česká spisovatelka knih pro děti.

## Život
Bohumila Sílová, rozená Nováková, pocházela z rodiny vinohradského majitele obuvnické dílny Josefa Nováka. Matka Antonie, rozená Lešová, jí zemřela již v útlém mládí a po otcově smrti roku 1914 se s ní nevlastní matka, která zůstala bez prostředků, odstěhovala ke svým příbuzným do Těptína poblíž Jílového u Prahy. V Jílovém vychodila obecnou školu a od roku 1919 studovala na měšťanské škole v Praze, kde také v letech 1923–1925 vystudovala obchodní školu.
Krátce pracovala jako úřednice, ale brzy se díky své zálibě v literatuře stala zaměstnankyní půjčovny knih pro děti v Ústřední knihovně hlavního města Prahy. Na přelomu 20. a 30. let pracovala v nakladatelství Aventinum a pak až do války jako sekretářka nakladatelského družstva Kmen. Knížky vydávala také u  Poté se stala spisovatelkou z povolání s výjimkou několika poválečných let, kdy vedla dětskou rubriku Rudého práva. V letech 1934–1935 redigovala společně s Jaroslavem Raimundem Vávrou časopis Zora.

### Rodinný život
Dne 16. února 1930 se v Nuslích provdala za absolventa obchodní školy Jiřího Sílu (1911–1960), komunistu a pozdějšího komunistického novináře. Sama rovněž vstoupila do KSČ. Manželství bylo v roce 1937 rozvedeno a následně téhož roku prohlášeno za rozloučené.
Dcera Eva Kantůrková (narozená roku 1930) je rovněž spisovatelka.

## Dílo

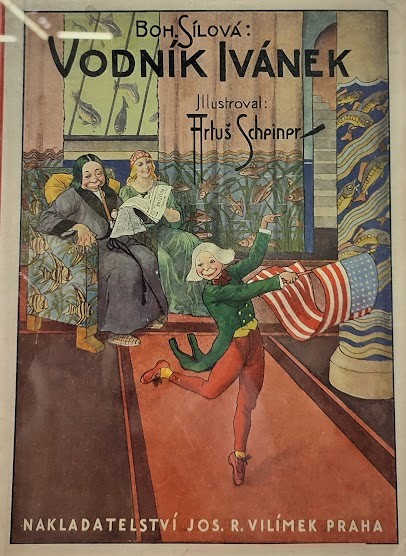
Vodník Ivánek, obálka a ilustrace Artuš Scheiner, vydal J.R. Vilímek

Bohumila Sílová je především autorkou pohádek pro nejmenší čtenáře, ve kterých se dotýká i problémů sociálních a politických. Proslavila se především díky své sérii příběhů ze života malého černouška Pavího Očka. Jde o téměř nepostřehnutelně didaktické féerie s humanistickou tendencí a s napínavým obratně vystavěným dějem. Kromě toho je autorkou dívčích románků a dvou knih s budovatelskou tematikou. Za nejživější a nejbezprostřednější z dívčích románků považuje kritika Čechy krásné, Čechy mé, dívčí deník se silně autobiografickými prvky.

### Knižní vydání
- Čertík Mičula (1933), pohádka, příběh malého čerta, který utekl z pekla mezi vesnické kluky.
- Vypravování o třech písmenkách (1933), časopisecky ve vánočním čísle Haló novin, napsáno společně s Juliem Fučíkem pod pseudonymem Jef a Besi, knižně 1960. Pohádková povídka o třech písmenkách signálu SOS, která se rozběhnou na rádiových vlnách do světa, aby přivedla pomoc potápějící se lodi.
- Vodník Ivánek (1935), pohádka navazující na Čertíka Mikulu.
- Mik za to nemůže (1935), pohádka.
- Mury-Bury kouzelník (1937), pohádka (zdramatizováno jako Kouzelník Mury-Bury).
- Míčula na vandru (1938), pohádka navazující na Vodníka Ivánka.
- série knih o černouškovi Pavím Očku:
  - Paví Očko ve lví říši (1939), detektivní pohádka,
  - Podivné cesty Pavího Očka (1939), detektivní pohádka,
  - Povídá se ve lví říši, povídá... (1940),
  - Cirkus Pavího Očka (1940),
  - Slavnost úplňku (1943),
  - Šibal Makočuba (1945).
- Dájo, nevolej (1939), dívčí románek.
- Stříbrný střevíček (1940), dívčí románek.
- Město svornosti (1940), pohádka.
- Čechy krásné, Čechy mé (1940), autobiografická próza napsaná ve formě dívčího deníku.
- Statečný rytíř Mahulín (1946), pohádka.
- Třicet koní Vénu honí (1950), povídka s budovatelskou tematikou.
- Bajky (1956), řada krátkých satirických bajek zesměšňujících kulturní a politické nedostatky doby.

### Televizní adaptace a film
- Pohádky o Pavím Očku (1970), český televizní seriál, scénář napsala dcera spisovatelky Bohumily Sílové Eva Kantůrková pod krycím jménem O. Grygarová.[3]
- O třech písmenkách (1975), animovaný film, režisér Ivan Renč, výtvarník Adolf Born.

## Zajímavost
Koncem roku 1948 oznámil denní tisk, že Bohumila Sílová nastoupila na rok jako dělnice do ČKD Praha. Při tom se měla zavázat, do roka napíše o továrním prostředí knížku. (Její první publikovaná kniha po této praxi byla kniha pro děti Třicet koní Vénu honí o dělníku Vénovi Pašákovi, který špatně udržoval magnetickou brusku o výkonu 30 koňských sil.)